# Kimrök

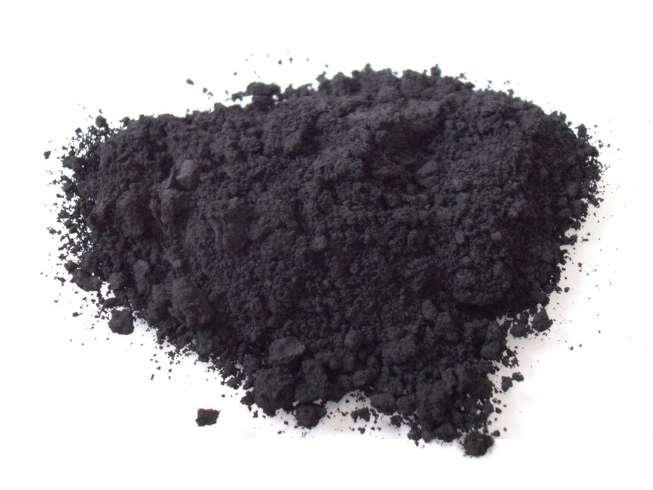
Kimrök

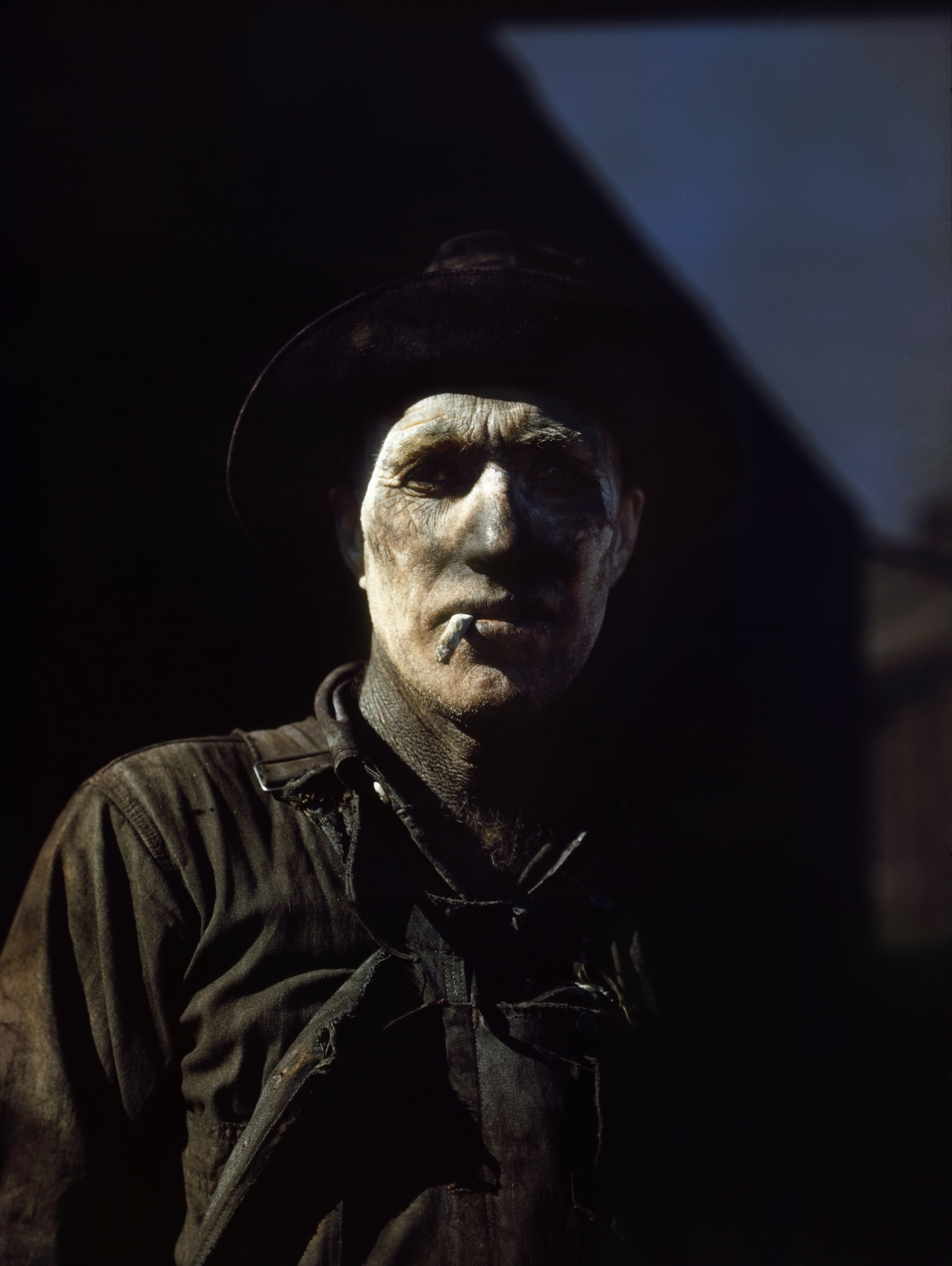
Arbetare vid kimröksfabrik i Sunray, Texas (foto av John Vachon, 1942)

Kimrök är ett fint kolpulver som används till målarfärg, tryckfärger med mera samt som tillsats i bildäck och andra industriprodukter. Ofta används dess engelska namn carbon black även i Sverige, och i sin egenskap av pigment har det även andra namn, till exempel lampsvart.

## Tillverkning
Kimrök består av sot som bildats vid ofullständig förbränning av organiska material. Det har framställts i alla tider. Exempelvis tillverkade 1700- och 1800-talens svenska allmogemålare sitt svarta pigment genom att bränna björknäver och låta röken sota insidan av en plåtburk. Man har också använt sot från oljelampor. Traditionellt framställd kimrök innehåller en del tjära eller fett.
Numera tillverkas kimrök industriellt genom förbränning av kolväten från stenkol, petroleum och naturgas, under väl kontrollerat underskott av luft i en komplicerad process. Kimröken tillverkas i en mängd olika kvaliteter, beroende på användningsområde. Energiöverskottet i processen går till fjärrvärme (i Sverige).[källa behövs]
Ett sätt att själv tillverka sot för exempelvis tuschmålning är att hålla ett fat ovanför ett tänt stearinljus eller över en oljelampa. Det sot som avsätts på fatet blandas med vatten och lite emulgeringsmedel (till exempel diskmedel).

## Kimrök i gummi
Kimrök används för att öka slitstyrkan i elastomerer (gummi). Ett bildäck innehåller till exempel en tredjedel kimrök, som tillverkats i olika kvaliteter, beroende på var i bildäcket önskad egenskap behövs. Kimrök tillför gummit ökad sträckgräns, nötningsbeständighet och utmattningshållfasthet samt ger UV-skydd och lämplig styvhet åt materialet.

## Kimrök som pigment
Kimrök var långt in på 1900-talet det viktigaste svarta pigmentet i svenskt byggnadsmåleri. Det är hållbart och ljusäkta och kan användas i alla bindemedel, både utomhus och inomhus. Kimrökspigment är mycket lätta. Tillsammans med vita pigment ger kimröken en blåaktig ton och har därför använts för att måla blågrå färger.
Ordet kimrök som pigmentnamn används idag bara inom byggnadsvården och den del av färgindustrin som arbetar med traditionella material, och betecknar där ett pigment som liknar det traditionellt framställda. I övrig färgindustri används andra kvaliteter av sotpigment, som har olika partikelstorlek och är mer eller mindre renade från fett och andra föroreningar. I den internationella pigmentdatabasen Colour Index har sotpigmenten beteckningarna Pigment Black 6 och Pigment Black 7. Båda har nummer C.I. 77266 och i olika sammanhang kallas båda för exempelvis carbon black eller lampsvart utan någon tydlig konsekvens. Pigment Black 7, i detta sammanhang benämnt carbon black, är numera det vanligaste svarta pigmentet i byggnadsmåleriet och ett av de pigment som normalt ingår i färgtillverkarnas brytsystem för målarfärg.
Kimrökspigment av olika kvalitet används även i konstnärsfärger.
Det används också som toner till laserskrivare och i de flesta "svarta" industriprodukter som förekommer på marknaden.
Kimrök framställt från växtråvaror, ibland kallat vegetabiliskt kol, används som livsmedelsfärg (E 153) i olika mat-, dryck- och godisprodukter, och det är samma produkt som medicinskt aktivt kol, carbo medicinalis.